# Pontos extremos da Coreia do Sul
Esta é a lista dos pontos extremos da Coreia do Sul:

## Ponto mais setentrional
- Hyeonnae-myeon, Goseong, Gangwon

## Pontos mais meridionais
- Incluindo ilhas: Marado, Seogwipo, Jeju 33° 06′ 43″ N, 126° 16′ 07″ L[1]
  - (Recife): Rochedo de Socotra 32° 07′ 22″ N, 125° 10′ 57″ L[1]
- Excluindo ilhas: Songji-myeon, Haenam, Jeolla do Sul 34° 17′ 32″ N, 126° 31′ 28″ L[1]

## Pontos mais orientais
- Incluindo ilhas: Rochedos de Liancourt, Ulleung, Gyeongsang do Norte 37° 14′ 24″ N, 131° 52′ 22″ L[1]
- Excluindo ilhas: Guryongpo-eup, Pohang, Gyeongsang do Norte 36° 01′ 00″ N, 129° 35′ 05″ L[1]

## Pontos mais ocidentais
- Incluindo ilhas: Baengnyeong, Ongjin, Incheon 37° 58′ 10″ N, 124° 36′ 36″ L[1]
- Excluindo ilhas: Sowon-myeon, Taean, Chungcheong do Sul 36° 46′ 22″ N, 126° 06′ 42″ L[1]

## Pontos mais altos
- Incluindo ilhas: Hallasan (1.950m)
- Excluindo ilhas: Jirisan (1.915m)